# アレ今どうなった?
アレ今どうなった?（ -いま- ）は、NHK総合テレビで放送された『EYES』2009年6・7月期月曜深夜枠のドキュメンタリー番組である。

## 概要
過去に大きな話題となった出来事のその後を追跡取材し、そこから学ぶべきところのものは何かをスタジオゲストが論じ合う、というスタイルの番組であった。
2008年7月31日に『番組たまご トライアル2008』企画の一番組として制作・放送された。放送後視聴者から寄せられた意見などを基に、『名将の采配』『CHANGE MAKER』とともに定番番組として採用された。番組はNHKエンタープライズとの共同制作、クリエイティブネクサスが制作協力としてクレジットされる。
しかし、2009年度の『EYES』週前半は、原則として2か月ごとに企画を入れ替えることになっており、この番組も7月で終了した。
総合演出は山根真吾であった。

## 放送時間
本放送
総合テレビ：火曜 0:10 - 0:40（EYES月曜深夜）
2009年11月から、BSハイビジョンで月曜19:30 - 20:00に再放送された。

## 各回の内容
統括キャスターは神田愛花だが、ナビゲーター的な役割である。映像のナレーションは奥田民義が担当した。また放送期間中、テニスのウインブルドン選手権が行われたため、その中継による中断期間があった。
| 回 | 放送日 暦日基準 | サブタイトル             | トークゲスト（順不同）                                                                                   |
| -- | --------------- | ------------------------ | --- |
| 1  | 6月2日          | 赤ちゃんポスト           | 藤原美智子（メイクアップアーティスト）、はるな愛（タレント）、金子貴俊（俳優）                           |
| 2  | 6月9日          | 山一証券廃業             | 江川達也（漫画家）、勝俣州和（タレント）、はるな愛                                                       |
| 3  | 6月16日         | ヒルズ族                 | 藤原和博（著述家、元東京都杉並区立和田中学校校長・リクルート出身）、はるな愛、品川祐（漫才師、品川庄司） |
| 4  | 7月7日          | コムスンショック         | 藤原美智子、金子貴俊、山口もえ（タレント）                                                               |
| 5  | 7月14日         | 性同一性障がい           | 江川達也、品川祐、眞鍋かをり（タレント）                                                                 |
| 6  | 7月21日         | 負け犬とよばれた女性たち | 藤原美智子、品川祐、はるな愛                                                                             |
| 7  | 7月28日         | 西鉄高速バス乗っ取り事件 | 江川達也、眞鍋かをり、麻木久仁子（タレント）                                                             |

複数回の出演者は以下の通り。
- 4回：はるな愛
- 3回：藤原美智子、江川達也、品川祐
- 2回：金子貴俊、眞鍋かをり

| NHK総合テレビ EYES 月曜日       | NHK総合テレビ EYES 月曜日          | NHK総合テレビ EYES 月曜日       |
| 前番組                          | 番組名                             | 次番組                          |
| ------------------------------- | ---------------------------------- | ------------------------------- |
| 笑・神・降・臨 （2009年4・5月） | アレ今どうなった? （2009年6・7月） | 再放送・単発枠 （2009年8・9月） |